# De veiligheidsdienst faalt
De veiligheidsdienst faalt is een hoorspel van Derek Hoddinott. A Breakdown in Security werd op 22 november 1972 door de BBC uitgezonden. Het werd vertaald door Hélène Swildens. De TROS zond het uit op woensdag 15 september 1976, van 23:00 uur tot 23:46 uur. De regisseur was Bert Dijkstra.

## Rolbezetting
- Bernard Droog (Gilbert Watkins)
- IJda Andrea (Jenny Watkins)
- Hans Fuchs (David)
- Gees Linnebank (Gordon)
- Elly den Haring (Clare)
- Jan Borkus (Brack)
- Huib Orizand (Green)
- Nel Kars (Mary)
- Joke Reitsma-Hagelen (omroepster)

## Inhoud
Dit verhaal is gebaseerd op een ware gebeurtenis die jaren geleden plaatshad op een van de Engelse vliegvelden. Hoofdpersoon is de Engelsman Gilbert Watkins, een gefortuneerde zakenman. Omdat de zaken hem bepaald voor de wind gaan, wil hij er weleens uit, maar niet met zijn echtgenote, met wie hij op het moment nu niet bepaald een optimale verstandhouding heeft. Hij spreekt dus af met zijn vriendin Clare. Hun beider keus is gevallen op Joegoslavië, een land dat het als bestemming voor een “zakenreis” ook heel goed blijkt te doen bij Gilberts echtgenote Jenny. Door een onverwachte samenloop van omstandigheden loopt het allemaal wat minder vlot dan Clare en Gilbert verwacht hadden. Als Gilbert ‘s morgens op het vliegveld verschijnt, komt er een jonge man naar hem toe die hem verzoekt hem even te willen volgen. De man blijkt een employé te zijn van de Britse veiligheidsdienst. Die houdt zich op dat ogenblik bezig met een actie die een einde moet maken aan de voortdurende smokkel van Britse staatsgeheimen naar Oost-Europese landen…